# Риклинг
Риклинг (њем. Rickling) општина је у њемачкој савезној држави Шлезвиг-Холштајн. Једно је од 95 општинских средишта округа Зегеберг. Према процјени из 2010. у општини је живјело 3.279 становника. Посједује регионалну шифру (AGS) 1060068.

## Географски и демографски подаци
Риклинг се налази у савезној држави Шлезвиг-Холштајн у округу Зегеберг. Општина се налази на надморској висини од 36 метара. Површина општине износи 38,9 km². У самом мјесту је, према процјени из 2010. године, живјело 3.279 становника. Просјечна густина становништва износи 84 становника/km².